# Shenanigans
Shenanigans (englisch für „Spielereien“) ist ein Album der US-amerikanischen Punkband Green Day aus dem Jahr 2002. Die Kompilation enthält – bis auf das neue Lied Ha Ha You're Dead – verschiedene B-Seiten und Coversongs.
Das Lied D.U.I. (kurz für driving under influence, deutsch „Fahren unter Einfluss (von Drogen)“), das auf der CD-Einlage aufgelistet wird (mit schwarzer Farbe übersprüht) und aus der Feder Tré Cools stammt, sorgte für Verwirrung, weil es zwar auf der unveröffentlichten Version des Albums (Shenanigans unmastered), jedoch nicht auf den späteren Versionen vorkommt.

## Titelliste
1. Suffocate – 2:54 (Billie Joe Armstrong)
B-Seite von Good Riddance (Time of Your Life) vom Album Nimrod
2. Desensitized – 2:58 (Billie Joe Armstrong)
B-Seite von Good Riddance (Time of Your Life) vom Album Nimrod
3. You Lied – 2:26 (Billie Joe Armstrong)
B-Seite von Good Riddance (Time of Your Life) vom Album Nimrod
4. Outsider – 2:27 (Dee Dee Ramone, Ramones)
B-Seite von Warning vom Album Warning
5. Don't Wanna Fall In Love – 1:39 (Billie Joe Armstrong)
B-Seite von Geek Stink Breath vom Album Insomniac
6. Espionage – 3:23 (Billie Joe Armstrong)
B-Seite von Hitchin' a Ride vom Album Nimrod
7. I Want to Be on TV – 1:17 (Fang)
B-Seite von Geek Stink Breath vom Album Insomniac
8. Scumbag – 1:46 (Mike Dirnt)
B-Seite von Warning vom Album Warning
9. Tired of Waiting for You – 2:33 (Ray Davies, The Kinks)
B-Seite von Basket Case vom Album Dookie
10. Sick of Me – 2:07 (Billie Joe Armstrong)
B-Seite von Hitchin' a Ride vom Album Nimrod
11. Rotting – 2:52 (Billie Joe Armstrong)
B-Seite von Good Riddance (Time of Your Life) vom Album Nimrod
12. Do Da Da – 1:30 (Billie Joe Armstrong)
B-Seite von Brain Stew / Jaded vom Album Insomniac
13. On the Wagon – 2:48 (Billie Joe Armstrong)
B-Seite von Basket Case vom Album Dookie
14. Ha Ha You're Dead – 3:07 (Mike Dirnt)